# Sierra de Baoruco
Sierra de Baoruco är en ås i Dominikanska republiken. Den ligger i den sydvästra delen av landet, 160 km väster om huvudstaden Santo Domingo.